# 祖国进行曲 (施特劳斯家族)
《祖国进行曲》（德語：Vaterländischer Marsch）是由小约翰·施特劳斯和约瑟夫·施特劳斯兄弟共同创作的一首进行曲。创作背景为1859年的法奥战争，歌曲中引用了《拉德茨基進行曲》和《帝皇颂》旋律。1859年5月9日在维也纳首演。